# Tân Định (Bến Cát)
Tân Định is een xã van huyện Bến Cát, een huyện in de provincie Bình Dương.
Tân Định ligt op de oostelijke oever van de Thị Tính in het zuiden van het district en ligt ongeveer tien kilometer ten zuiden van thị trấn Mỹ Phước, de hoofdplaats van het district. In het zuiden grenst Tân Định aan thị xã Thủ Dầu Một. De afstand tot het centrum van Ho Chi Minhstad bedraagt ongeveer dertig kilometer.
De oppervlakte van Tân Định bedraagt ongeveer 16,43 km². Tân Định heeft 12.352 inwoners.

## Trivia
- In Bình Dương liggen twee administratieve eenheden met de naam Tân Định. Ook in Tân Uyên is een xã met de naam Tân Định.